# Nannoperca
Nannoperca is een geslacht van straalvinnige vissen uit de familie van zaagbaarzen (Percichthyidae). Het geslacht is voor het eerst wetenschappelijk beschreven in 1861 door Günther.

## Soorten
- Nannoperca australis Günther, 1861
- Nannoperca obscura (Klunzinger, 1872)
- Nannoperca oxleyana Whitley, 1940
- Nannoperca variegata Kuiter & Allen, 1986